# Институт на дипломираните експерт-счетоводители в България
Институтът на дипломираните експерт-счетоводители (ИДЕС) осигурява упражняването на независимата одиторска професия на регистрираните одитори в интерес на обществото.
Институтът организира и ръководи професионалната дейност на своите членове, като организира и провежда изпитите на кандидатите за получаване на диплома за дипломиран експерт-счетоводител, регистрира одиторите, издава свое списание, учебни помагала и научни трудове, свързани с развитието и популяризирането на одиторската професия, контролира качеството на одиторската дейност и професионалното поведение на своите членове, организира, подпомага и извършва изследователска дейност в областта на независимия финансов одит, на счетоводството и финансовия анализ и други съпътстващи области.
ИДЕС е единствената национална професионална организация за всички дипломирани експерт- счетоводители в България. ИДЕС е независимо юридическо лице на самостоятелна издръжка със седалище в гр. София.
Квалификацията „дипломиран експерт-счетоводител“ е призната в България като една от най-престижните професионални бизнес квалификации. Съгласно Закона за независимия финансов одит всички дипломирани експерт- счетоводители имат право да станат членове на Института, след като придобият квалификацията.

## История
Историята на дейността по независим финансов одит в България стартира от 1931 г. с приемането на Закон за института на заклетите експерт-счетоводители. Законът е утвърден с Указ № 24 на НВ Цар Борис III, обнародван в ДВ бр.11 от 17 април 1931 г. България е от първите осем страни в света по законово регламентиране на одиторската професия и формирането на национална професионална организация.
Институтът на заклетите експерт-счетоводители съществува до 1948 г., когато е закрит на основание чл. 50 от първия български Закон за счетоводството.
Институцията на независимия финансов контрол е възстановена през 1991 г. в нова форма и наименование – AДЕС (Асоциация на дипломираните експерт счетоводители), с приетия от Великото народно събрание Закон за счетоводството (втори за България). През 1996 г. АДЕС се преименува на Институт на дипломираните експерт-счетоводители (ИДЕС).

## Председатели
| от      | до      | председател              |
| ------- | ------- | ------------------------ |
| 1931 г. | 1944 г. | проф. д-р Димитър Добрев |
| 1944 г. | 1948 г. | проф. д-р Станчо Чолаков |
| 1991 г. | 1996 г. | ст.н.с. д-р Живко Бонев  |
| 1996 г. | 2002 г. | доц. д-р Стоян Дурин     |
| 2002 г. | 2004 г. | доц. д-р Симеон Милев    |
| 2004 г. | 2011 г. | проф. д-р Михаил Динев   |
| 2011 г. | 2017 г. | Бойко Костов             |
| 2017 г. | 2020 г. | Васко Райчев             |
| 2020 г. | 2024 г. | Бойко Костов             |
| 2024 г. | -       | Илия Илиев               |

## Членове и публични регистри
Публичен регистър на дипломираните експерт-счетоводители в България (ИДЕС).
Публичен регистър на регистрираните одитори (КПНРО)
Публичен регистър на одиторските дружества (КПНРО)
Общият брой на регистрираните одитори (до 1948 г. – заклетите експерт-счетоводители) е:
- към 31.12.1931 г. – 333 заклети екперт-счетоводители
- към 31.12.1939 г. – 595 заклети експерт-счетоводители
- към 31.12.1945 г. – 609 заклети експерт-счетоводители
- към 31.12.1991 г. – 54 дипломирани експерт-счетоводители
- към 31.12.1996 г. – 308 дипломирани експерт-счетоводители
- към 31.12.2001 г. – 513 дипломирани експерт-счетоводители
- към 31.12.2006 г. – 574 дипломирани експерт-счетоводители
- към 31.12.2011 г. – 659 дипломирани експерт-счетоводители
- към 31.12.2013 г. – 691 дипломирани експерт-счетоводители
- към 31.12.2019 г. – 708 дипломирани ескперт-счетоводители
- към 31.12.2023 г. - 745 дипломирани експерт-счетоводители
- към 31.12.2024 г. - 761 дипломирани експерт-счетоводители

Публичният регистър на регистрираните одитори се организира и води от Комисията за публичен надзор над регистрираните одитори.

## Публичен надзор
Публичният надзор над дейността на регистрираните одитори се осъществява от Комисията за публичен надзор над регистрираните одитори. Тя е независим орган, юридическо лице на бюджетна издръжка, със седалище в град София.